# 紐黑文鎮區 (密歇根州格拉希厄特縣)
紐黑文鎮區（英語：New Haven Township）是位於美國密歇根州格拉希厄特縣的一個行政鎮區。

## 地方資料
紐黑文鎮區的面積為92.20平方千米，當中陸地面積為92.00平方千米，而水域面積為0.20平方千米。根據2020年美國人口普查的數據，當地共有人口1112人，而人口密度為每平方千米12.06人。